# Sergio Finazzi
Sergio Finazzi (Seriate, 16 maart 1964) is een voormalig Italiaans wielrenner. Hij was actief als beroepsrenner van 1987 tot 1991.

## Erelijst
1985
- Coppa d'Inverno

1987
- 5e etappe Tirreno-Adriatico

## Resultaten in voornaamste wedstrijden
| Jaar | Ronde van Italië | Ronde van Frankrijk | Ronde van Spanje |
| ---- | ---------------- | ------------------- | ---------------- |
| 1987 | 67e              |                     |                  |
| 1988 | opgave           |                     |                  |

| Jaar | Milaan-San Remo | Gent-Wevelgem | Ronde van Vlaanderen | Ronde van Lombardije |
| ---- | --------------- | ------------- | -------------------- | -------------------- |
| 1987 | 115e            | 90e           | 83e                  | 13e                  |
| 1988 | 18e             |               |                      |                      |